# Maurice Achener
Maurice Victor Achener (1881-1963) est un artiste peintre, graveur et illustrateur français.

## Biographie
Maurice Achener est un Alsacien de Mulhouse, où il naît le 17 septembre 1881, fils de Jacques Achener et d’Emma-Louise Hoffmann.
Il étudie à l'école des arts décoratifs de Strasbourg. Il poursuit ses études à Munich à la Kunstakademie. Il y est l'élève de Ludwig von Löfftz et de Peter Halm qui lui fait découvrir l'eau-forte.
En 1901 Émile Schneider et Georges Ritleng créent le groupe d'artistes de la Société des artistes alsaciens. Cette société compte parmi ses membres Maurice Achener, Daniel Schoen, Hansi, Alexandre Urbain, et N. Forsberg. Il se lie d'amitié avec André Engel, également originaire de Mulhouse. Ses gravures sont publiées dans la Revue alsacienne illustrée, périodique édité par Charles Spindler.
Il sera également un ami de l'aquafortiste et sculpteur Maurice Bastide du Lude, dans l'atelier duquel il travaille. L'atelier est situé au château du Lude, à proximité d'Orléans. Il imprime plusieurs eaux-fortes de petits formats encore en possession de la descendance Bastide du Lude.
Maurice Achener se fixe en 1905 à Paris. Dans les années 1907-1908, il travaille avec Jean-Paul Laurens.
Naturalisé français en 1913, il combat durant la Première Guerre mondiale du côté français et sous le nom de famille de son épouse Émilie Patry. Elle est d'origine genevoise et est la cousine de Mathilde Paravicini. Après une longue carrière d'artiste, pendant laquelle il ne cesse de travailler, reconnu pour ses talents de graveur et d'illustrateur, il meurt à Courbevoie le 18 avril 1963.
Il est inhumé à Paris au cimetière de Montmartre (27e division), dans la tombe où reposent son épouse, Émilie Patry et son beau-frère le pasteur Raoul Patry.

## Œuvre
C'est essentiellement un paysagiste, réalisant sur le vif, de nombreux dessins, et peintures qu'il utilise ensuite pour ses gravures. Il lui arrive de travailler directement sur la plaque. Chaque gravure passe par de nombreux états, jusqu'à plus de dix. Il recherche avec soin le papier qui conviendra le mieux à ses tirages. Il collectionne ainsi des papiers du XVIIe siècle pour ses impressions. Il réalise lui-même ses encres. C'est un graveur minutieux et précis, mais son œuvre est poétique et bien que se situant dans une tradition classique, très personnelle.
Il dessine beaucoup Paris mais sillonne également le reste de la France au gré de ses commandes. Il illustre l'Alsace, les Alpes, avec une prédilection pour Notre-Dame-de-Bellecombe, la Provence, la région de Poitiers, Carcassonne, la Corse et la Bretagne. Il visite également l'Italie, l'Allemagne, la Suisse. Il séjourne en Tunisie et aux États-Unis, où ses œuvres sont achetées par des grands collectionneurs.
Il réalise ainsi environ 550 gravures essentiellement des eaux fortes et des pointes sèches. Il peint également des huiles et utilise aussi le pastel pour quelques portraits, notamment ceux des enfants de sa famille.
Jean-Eugène Bersier le présente ainsi en 1963 : « Les graveurs Beaufrère, Mac Langhlan, Achener représentent à des titres divers un art honnête et solide »[réf. nécessaire].

### Illustrations
- Théodolinde Waldner de Freundstein Légende alsacienne de Georges Spetz (imprimerie-librairie Lahure), 1909.
- Widesaft de Albert Matthis avec Adolphe Matthis (Stoosburri, Strasbourg, Imprimerie Alsacienne), livre conservé à la BN de Paris, 1911.
- La Princesse Maleine de Maeterlinck (Crès), 1918.
- Le Feu de Gabriele D'Annunzio), 1919.
- Paysages de Paris de Léandre Vaillat. La Compagnie générale transatlantique lui demande d'illustrer ce livre en commémoration du lancement du paquebot le Paris, il sera offert aux passagers (éditeur - Cie gale Transatlantique, 1919.
- La Faute de l'Abbé Mouret de Zola (Mornay), gravure sur bois, livre conservé à la Bibliothèque nationale de France, 1922.
- Monsieur des Lourdines par Alphonse de Chateaubriant ce livre était le prix Goncourt 1911 (A & G Mornay Libraires,), 1925,
- La Première journée de la bergerie de Remy Belleau (Société des médecins bibliophiles), 1945.

#### Ouvrages collectifs
- Moralités légendaires Avec Louis Jou et Pierre-Eugène Vibert ornements typographiques de Jules Laforgue (Crès & Cie, Les Maîtres du livre), 1920.
- Histoire grotesques et sérieuses d’Edgar Poe Avec G Daragnès, Pierre-Eugène Vibert, et G Aubert traduction de Charles Baudelaire(Crès & Cie, éd. Les Maîtres du livre, 1921.
- Provence Une suite d'estampes précédée d'un poème en prose de André Suarès, Eaux fortes de Maurice Achener et de Henry Cheffer, Bois en couleurs de Louis Jou, Publication à Paris (Le Goupy), conservé à la Bibliothèque nationale de France, 1925.
- Petites villes de France, d’Émile Sedeyn (deux tomes) avec Charles Hallo, Dauchez, Brouet, Gobo, Albert Decaris, Gusman, Paul Adrien Bouroux, Tigrane Polat, Véder, Henry Cheffer, Jean Frélaut, Maurice Victor Achener, Louis Willaume, Cottet, Paris, Société de Saint Eloy, 1935-1937.
- Par les champs et par les grèves de Gustave Flaubert, notice de René Dumesnil, avec Charles Jouas, Henry Cheffer, Paul Adrien Bouroux, Louis Willaume, André Dauchez, Edgar Chahine, etc. (Société de Saint Eloy) Livre conservé à la Bibliothèque nationale de France, 1939.
- Cités et paysages de France » de Louis Maigret et Camille Mauclair en collaboration avec Yves Brayer (Paris : Barry), livre conservé à la Bibliothèque nationale de France, 1944.
- « Almanach, cahier de vers » d'Émile Verhaeren : commissaire au livre avec José Belle pour l'édition de ce livre où interviennent, pour chaque mois de l'année, des graveurs différents : Paul Adrien Bouroux, Paul Baudier, Charles Hallo, Jean Frélaut, Eugène Corneau, Henry Cheffer, Adolphe Beaufrère, Camille Josso, Pierre-Yves Trémois, Paul Lemagny, Robert Jeannisson, et André Vahl, Société de Saint Eloy, 1951.
- Marchés et Foires de Paris de Léo Larguier, avec Pierre-Yves Trémois, Henry Cheffer, Lemagny, Charles Hallo, Robert Jeannisson, René Cottet, Fernand Hertenberger, Paul Adrien Bouroux, Albert Decaris, Jean Frélaut, Josso, Société de Saint Eloy, 1953.
- Vieilles Abbayes d'Île de France  de Louis Réau Avec Robert Jeannisson, Pierre-Paul Lemagny, Henry Cheffer, Fernand Hertenberger, André Valhl, Aymar de Lézardière, Paul Baudier,Paul Adrien Bouroux, Charles Hallo, René Cottet, Albert Decaris, Camille Josso, Adolphe Beaufrère, Société de Saint Éloy, 1955.
- Châteaux d'Île-de-France  d'Ernest de Ganay, Société de Saint Éloy, 1957.

### Publications
Divers articles publiés dans les périodiques suivants :
- 1911 : Revue de l'art ancien et moderne,
- 1911, 1912, 1925 : The Studio dont « Venice past and present » avec un texte de Selwyn Brinton.
- 1911 : Revue alsacienne illustrée,
- 1913 : Vita d’Arte,
- 1934 : La Vie en Alsace

## Expositions
À Paris, il est présent dès 1914 au salon de la Société nationale des beaux-arts et associé de la section de gravure en 1925. Il participe également régulièrement au Salon d'automne et au Salon des arts décoratifs. Il expose avec la Société de la gravure originale en noir.
Il fait l’objet d’une exposition personnelle à Paris à la galerie Marcel Guiot au no 4 rue Volney en 1927. Il y présente 54 gravures de paysages italiens (Fiesole : Paysage Toscan, Venise : Dolce farniente, Vicence La tour, Florence...) des vues de Strasbourg, de Paris, de Fribourg et de Provence. Le catalogue de cette exposition est préfacé par André Blum :

« […] Ce n'est pas un promeneur distrait pour lesquels les aspects de la nature ne changent pas ; il sent au contraire à chaque moment les effets différents produits par l'ombre ou le soleil, par le vent par les vapeurs qui montent de la terre, par les brumes, par les pluies qui modifient sans cesse la physionomie d'un coin de terre. Pour exprimer la vérité de ces harmonies, sa science joue avec dextérité du noir et du blanc, dont il fait ressortir les diverses valeurs sur ses épreuves, sachant indiquer par ses tailles ce que signifie chaque élément d'un paysage […] »

À l'occasion de cette exposition, l’International Herald Tribune lui consacre un article signé par Emily Holmes Coleman. Elle y indique son appartenance aux Los Angeles print society et Chicago Society of Etchers.
À partir de 1922 et jusqu'en 1954, il est l’un des artistes de la galerie Sagot - Le Garrec à Paris. Il expose à Chicago à la galerie Albert Roullier. La galerie Simonson du no 19 rue de Caumartin à Paris montre des gravures et des dessins de Maurice Achener, Samuel Chamberlain et José Pedro Gil en mai 1929. En 1962, la ville de Mulhouse lui consacre une rétrospective de soixante ans de gravures. Cette exposition est organisée par la Société Godefroy Engelmann. L'année de sa mort en 1963, la Bibliothèque nationale de France organise une exposition de commémoration, et en 2003, c’est à Mulhouse que la bibliothèque-médiathèque lui rend hommage par l’exposition intitulée La Douce Luminosité du ciel.

## Collections publiques
- Le département des Estampes et de la Photographie de la Bibliothèque nationale de France à Paris,
- Le cabinet des estampes et des dessins de Strasbourg,
- La médiathèque de Mulhouse,
- Le cabinet des Estampes de Munich,
- La New York Public Library, États-Unis,
- Le New York Brooklyn Museum, États-Unis,
- Le Smithsonian American Art Museum, à Washington, États-Unis[3],
- Le Cleveland Museum of Art (Ohio), États-Unis,
- Le California Palace of the Legion of Honor de San Francisco Californie, États-Unis[4],
- La médiathèque de Nevers[5]
- Le musée du Domaine départemental de Sceaux,
- Le musée des beaux-arts de Nantes.